# ADATA
ADATA Technology Co., Ltd. (кит. 威剛 科技 股份有限公司) — публично зарегистрированная тайваньская компания — производитель карт памяти, основанная в мае 2001 года Саймоном Ченом.
Основная линейка продуктов состоит из модулей DRAM, USB-накопителей, жёстких дисков, карт памяти и мобильных аксессуаров. ADATA также расширяется в новых областях, таких как робототехника. В дополнение к своему основному бренду ADATA компания также продаёт игровое оборудование и аксессуары для персональных компьютеров под собственным брендом XPG.
В 2004 году компания вошла в рейтинг Deloitte 500 самых быстрорастущих компаний Азии, заняв 27 позицию.
В 2006 и 2007 годах компания занимала 3-е место (после Kingston и SMART Modular Technologies) на мировом рынке модулей DRAM от независимых производителей.
Доля ADATA на мировом рынке DRAM модулей от независимых производителей возросла с 5,33 % в 2012 году до 8,66 % в 2013 году. В 2013 и 2017 годах ADATA была вторым по величине независимым производителем (после Kingston) модулей DRAM в мире.
В 2017 году компания заняла второе место по мировым продажам SSD накопителей от независимых производителей с долей 8 %, уступив Kingston.
Рыночная капитализация компании в 2017 году составила 680 миллионов долларов США. В последние годы ADATA расширила свой бизнес в Европе и Америке, одновременно ведя активную конкуренцию с Samsung в Азии.
Компания производит накопители информации, модули оперативной памяти, игровые аксессуары, а также осветительные приборы.

Продукция ADATA
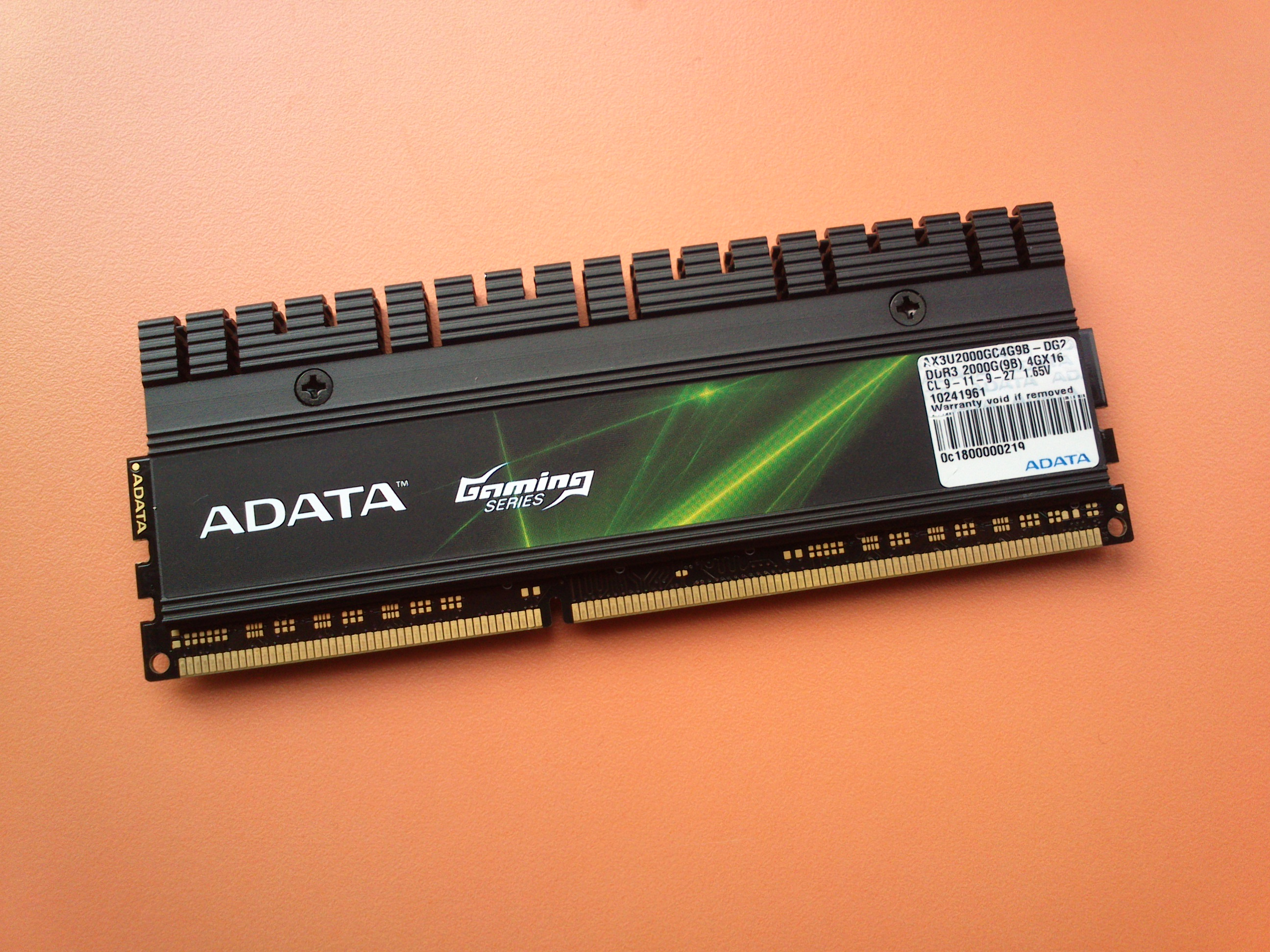
DDR3-модуль
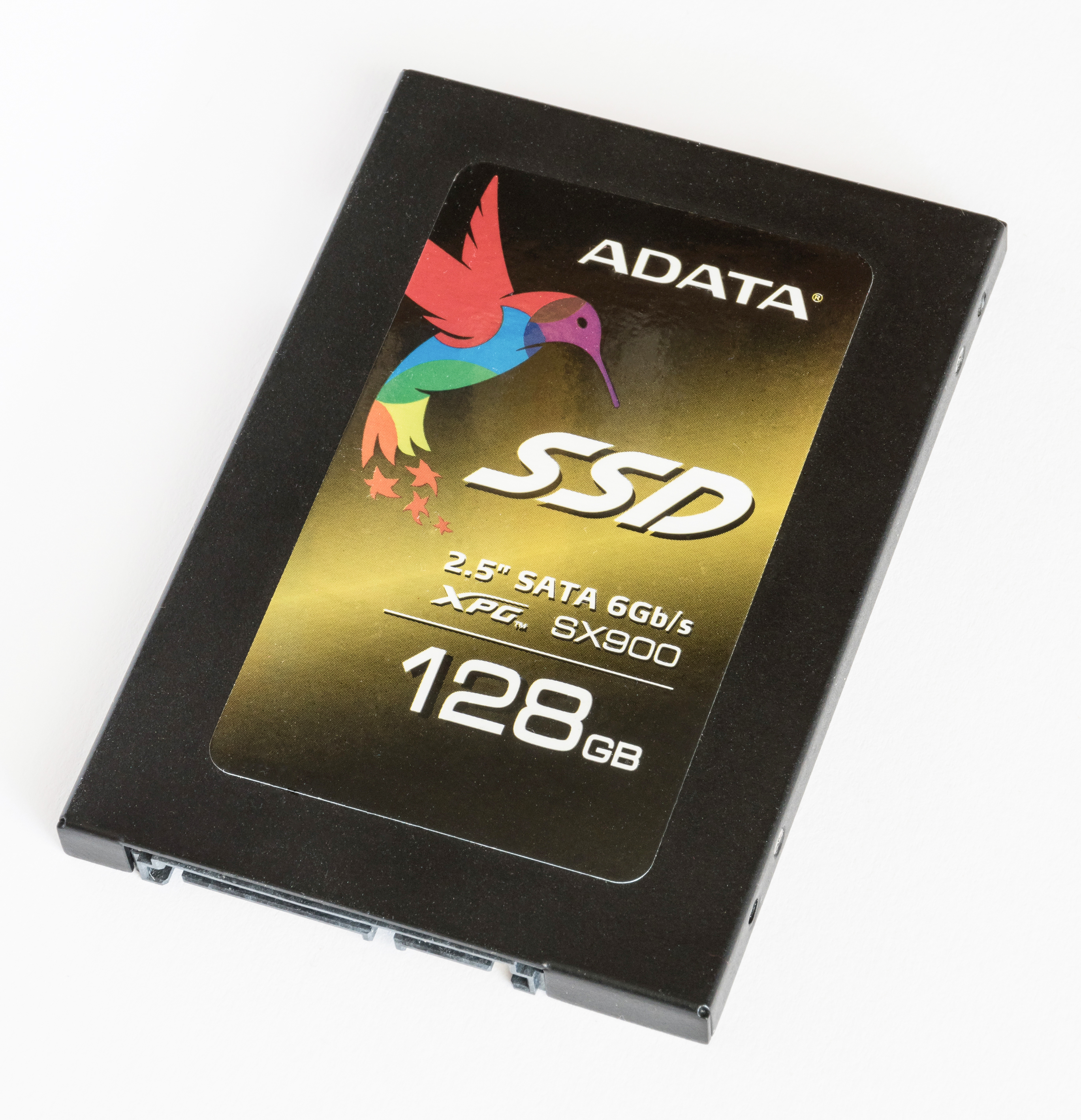
SSD-накопитель
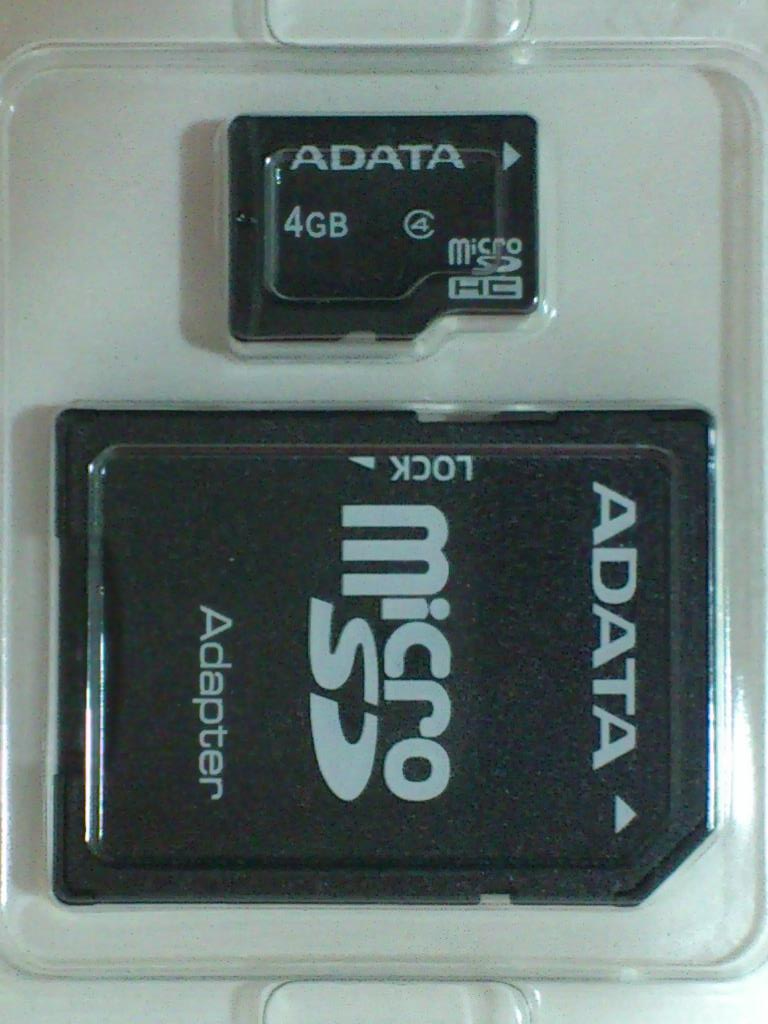
SD-карта
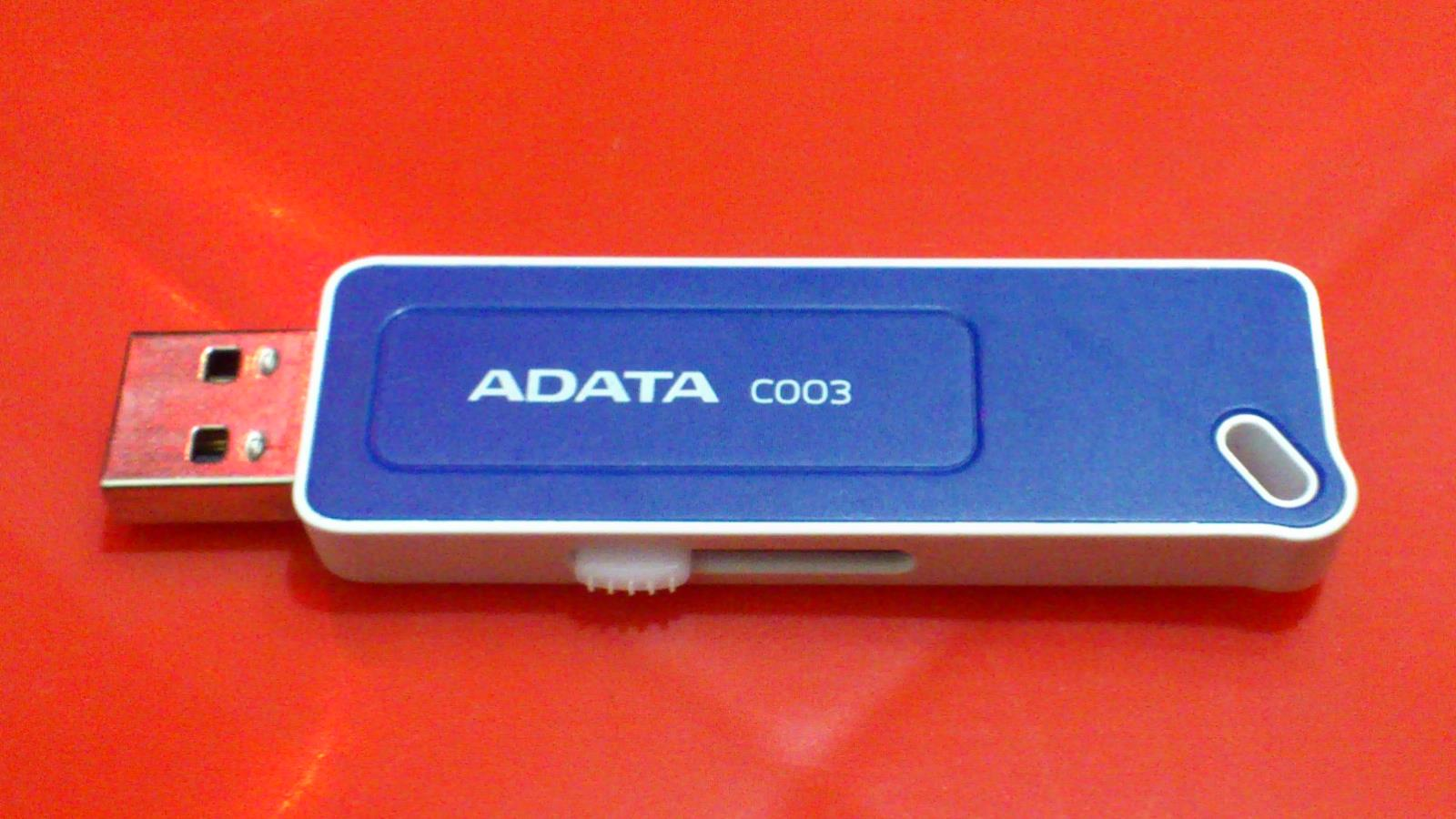
Флеш-накопитель